# Parco nazionale Alchanaj
Il parco nazionale Alchanaj (in russo Национальный парк «Алханай», Nacional'nyj park «Alchanaj») è un parco russo istituito nel 1999. Si estende per 1382 km² e copre la regione che circonda il monte omonimo, punto focale e montagna sacra per i Buriati, che costituiscono oggi il gruppo indigeno più numeroso della Siberia. Il monte Alchanaj è stato considerato sacro dai Mongoli, dagli sciamani e dai Buddhisti. Lo stesso Dalai Lama vi ha effettuato due visite ufficiose. Il luogo deve il nome ad una vecchia leggenda, secondo la quale una principessa avrebbe trovato scampo dai suoi inseguitori sulla cima della montagna, gridando provocatoriamente a questi ultimi che si stavano avvicinando «Uccidetemi!», che nella lingua locale si dice «Alchanaj». Nonostante l'antico significato del nome, l'interesse dei pellegrini buddhisti che attualmente percorrono i sentieri di montagna della zona è quello di trovare pace e salute. Il parco sta oggi cercando un punto di equilibrio dove convergano la fede dei pellegrini, la conservazione della natura e delle sorgenti minerali e lo sviluppo del turismo ricreativo. Il parco di Alchanaj è situato in Siberia orientale, circa 480 km ad est del lago Bajkal e 120 km a nord del confine con la Mongolia. Appartiene amministrativamente al Territorio della Transbajkalia.

## Geografia
La regione in cui si trova il parco è una steppa forestale che si sviluppa su montagne di media altitudine (1000-1200 metri). Si trova nella zona di transizione tra la taiga della Siberia orientale a nord e la steppa eurasiatica mongola a sud. Il monte Alchanaj (1663 m) domina il versante meridionale della catena montuosa nella quale sorge. Nel parco hanno la sorgente alcuni rami sorgentiferi del fiume Onon, uno dei tributari più occidentali dell'Amur, che scorre per circa 2800 km verso nord-est fino a gettarsi nel Pacifico.
Nel parco si trovano montagne ammantate di foreste, canyon scoscesi con torrenti e cascate, sorgenti e vedute sulle vaste pianure ondulate che si estendono a sud. Le cime delle montagne hanno per lo più una forma a cupola con rocce nude. I rilievi rocciosi testimoniano la presenza di un'antica fascia di vulcani (compreso lo stesso monte Alchanaj) sviluppatasi su un punto caldo sottostante attivo durante il periodo giurassico. Vi sono pochi laghi, ma numerose zone umide lungo i corsi d'acqua.

### Clima ed ecoregioni
La regione presenta un clima subartico (Dwc secondo la classificazione dei climi di Köppen). L'anticiclone siberiano rende gli inverni talmente secchi che la copertura nevosa è molto limitata. Le estati sono brevi e relativamente fresche. I tipi di habitat predominanti sono le praterie temperate e le steppe erbose e arbustive. Le temperature medie variano dai -24,7 °C di gennaio ai 17,3 °C di luglio. Le precipitazioni annue medie si aggirano sui 350 mm.
Alchanaj si trova nell'ecoregione della steppa boscosa della Dauria. Questa regione è stata descritta come «un mare d'erba che offre il migliore e più intatto esempio di ecosistema di steppa incontaminata ed è inoltre una delle ultime zone del Paleartico ad ospitare ancora mandrie stabili di grandi vertebrati» in un'area semi-montuosa.
I 37 torrenti del parco appartengono in gran parte al bacino del fiume Ilja, uno degli affluenti dell'Onon. Essi appartengono all'ecoregione d'acqua dolce dei fiumi interni temperati, più precisamente a quella denominata dal WWF come «ecoregione d'acqua dolce dello Šilka (Amur)» (WWF ID 619). I corsi d'acqua collinari della regione dell'Onon non ospitano i pesci migratori presenti nel corso inferiore dell'Amur, ma sono caratterizzati dalla presenza di specie tipiche dei torrenti temperati incassati in ripidi argini ricoperti di foreste. In questa ecoregione è presente un'unica specie endemica di pesce, il pesce gatto di Herzenstein (Tachysurus herzensteini), che vive unicamente, per quanto ne sappiamo, solamente nei torrenti di collina dei fiumi Onon e Šilka. Nei laghi del parco sono state censite 18 specie di pesci.

## Flora
Ad Alchanaj vi sono tre diverse fasce altitudinali di vegetazione: la zona di foresta-steppa alla base della montagna (900 m), una cintura di foresta (cedri e pini, accompagnati talvolta da alcuni pecci e abeti) e uno strato sub-alpino con larici sparsi verso le cime.  Ai livelli superiori, i larici della Dauria raggiungono solamente i 2 m di altezza, con una chioma piegata dal vigore dei venti di nord-ovest. Il sottobosco della foresta comprende ontani, salici, rododendri e piante di mirtillo. Verso il limitare della foresta, è assai comune il licopodio officinale (Lycopodium clavatum). La vegetazione della tundra è assente, ma una vegetazione di steppa si trova spesso alla base del monte Alchanaj e a sud.
La regione offre una grande varietà di piante medicinali locali e popolari. Nel corso di uno studio del 1996 vennero identificate 340 specie di piante nel parco, di cui 180 conosciute per essere utilizzate localmente a fini tradizionali, come la rodiola rosa, l'astragalo, la scutellaria del Bajkal e molte altre. Alcuni botanici stimano che vi siano 700 specie di piante nel parco, ma la zona non è stata ancora completamente studiata.

## Fauna
Il parco fornisce un eccellente habitat per gli uccelli, con tetraonidi nei domini arborei superiori, pernici ai margini di queste zone, picchi e nocciolaie negli ambienti forestali e fringuelli nella steppa. L'abbondanza di piccoli roditori attira uccelli da preda che nidificano qui, come aquile, albanelle, gufi e avvoltoi. Nelle zone umide vivono numerosi trampolieri, come la damigella di Numidia, anatre e uccelli di ripa. Il parco offre anche zone protette per le lucertole. Tra i grandi mammiferi ricordiamo l'orso bruno, il capriolo, l'alce, il wapiti, la lince e lo zibellino. Nel parco è stata inoltre segnalata, alle quote più elevate, la presenza del mosco.

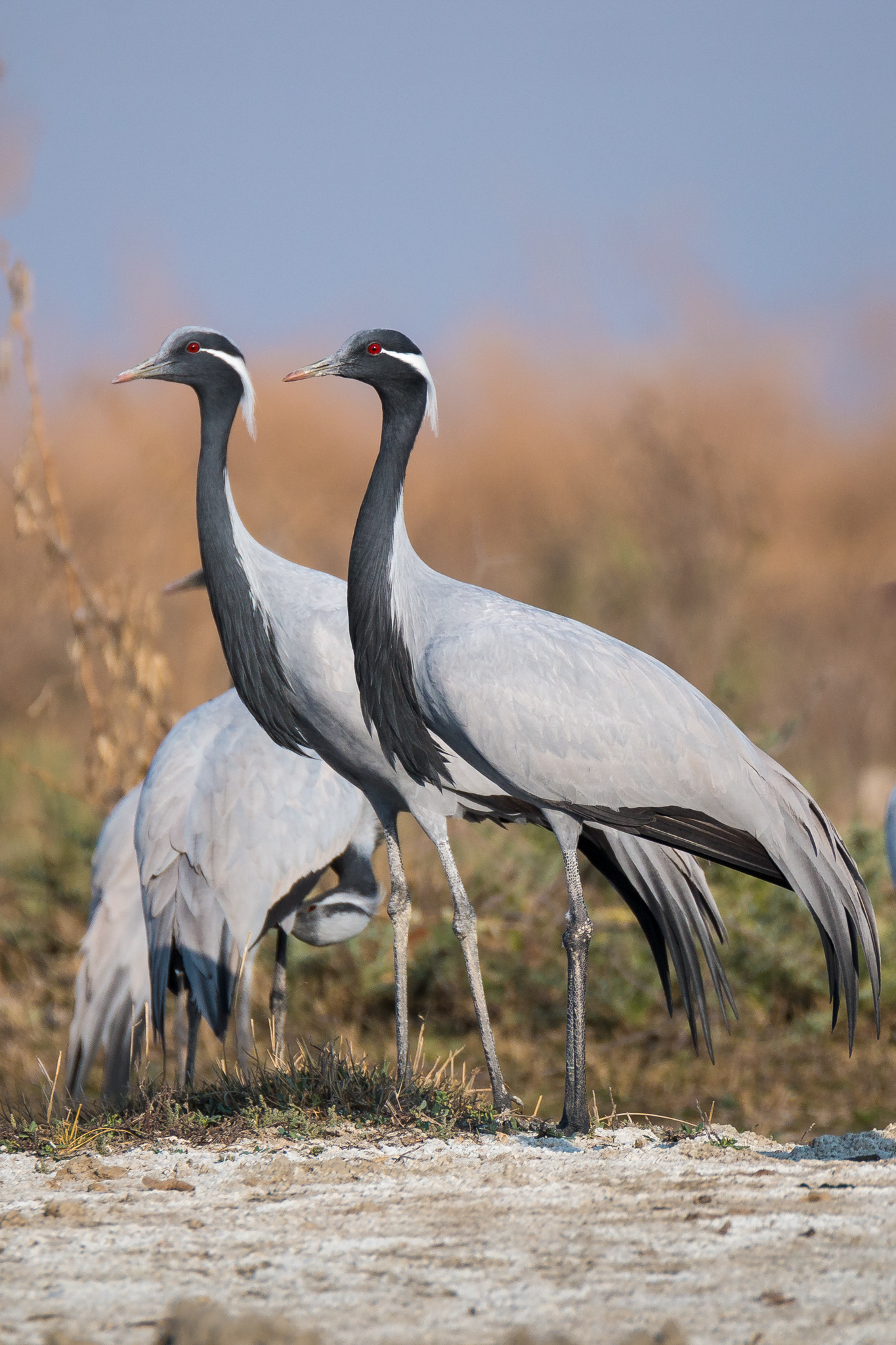
Damigelle di Numidia
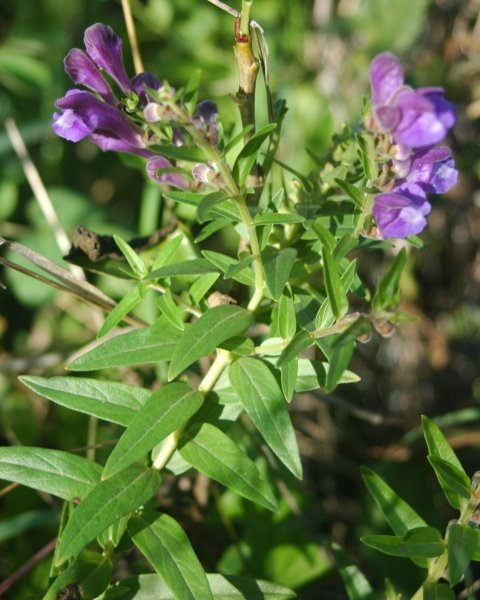
La scutellaria del Bajkal, una delle «50 erbe fondamentali» dell'erboristeria cinese
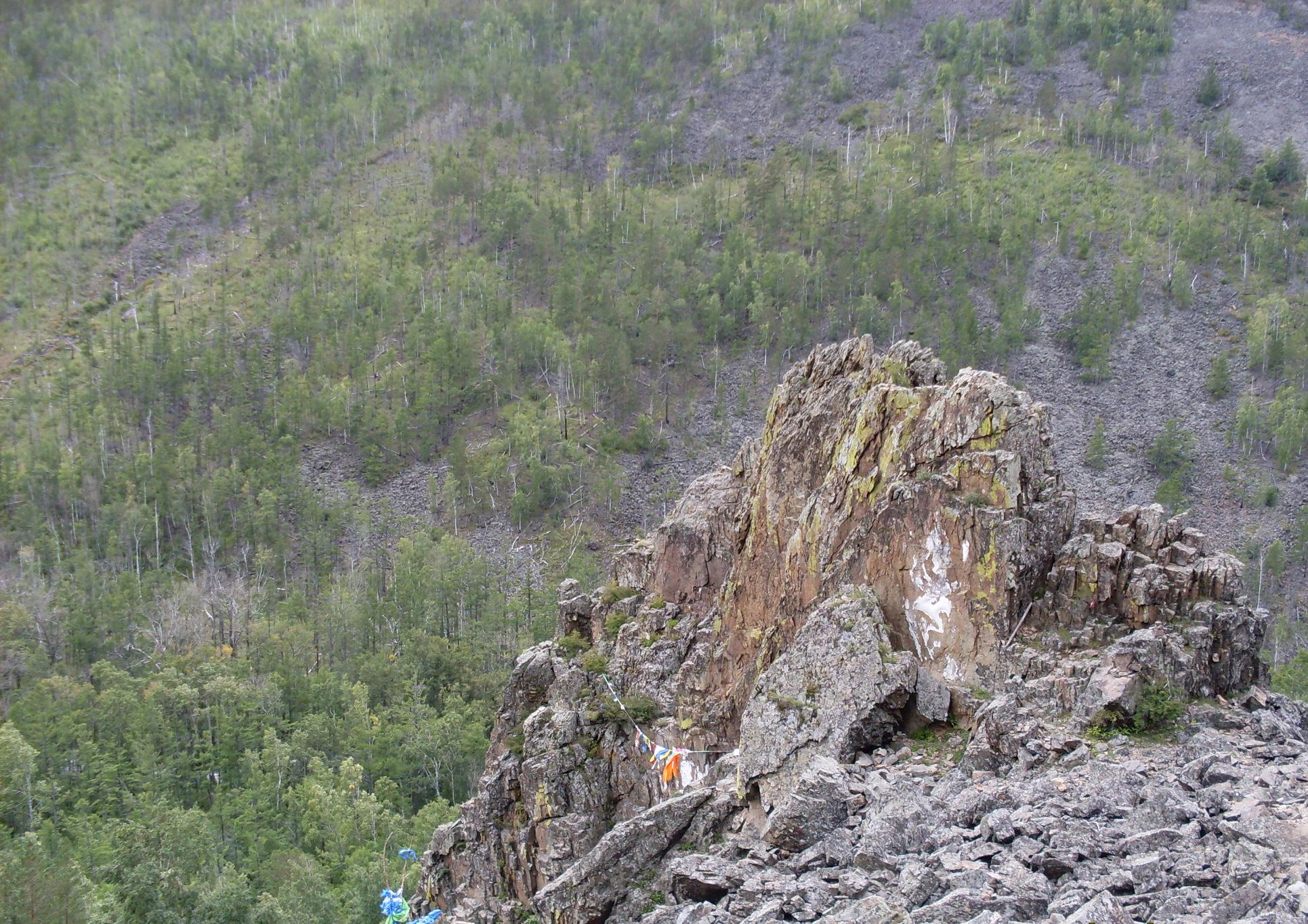
Formazione rocciosa

## Siti di pellegrinaggio

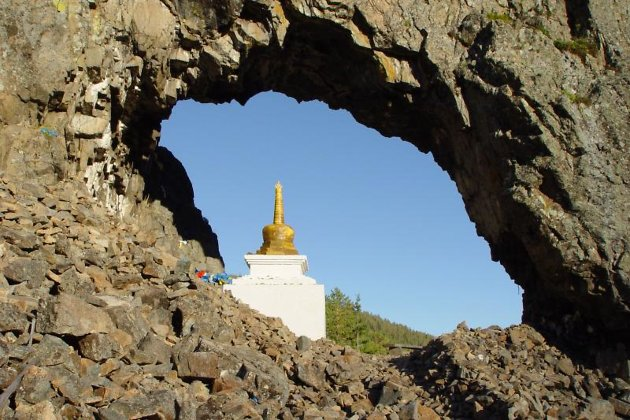
«La Porta del Tempio», formazione rocciosa sacra.

Il monte Alchanaj è uno dei «Cinque monti sacri» del Buddhismo settentrionale. Una parte significativa dei visitatori è costituita da pellegrini, che giungono qui per visitare sorgenti minerali, particolari formazioni rocciose e sentieri scavati nella roccia delle montagne. Tra questi ricordiamo «Demchog Sume», dimora della divinità guardiana Alkhanov Demchog (yidam Chakrasamvara), la «Porta del Tempio» - una roccia con un'apertura al centro attraverso la quale i pellegrini passano per ottenere la guarigione - e «Naro Hazhod», un luogo di meditazione per i monaci buddhisti. Tra i siti buddhisti sul monte Alchanaj figurano sentieri di accesso e piattaforme dove i visitatori eseguono i loro riti ed hanno luogo in differenti periodi dell'anno grandi cerimonie effettuate dai capi spirituali buddhisti locali.
Ci sono 16 luoghi di culto nel parco, che riflettono i diversi gruppi che hanno abitato la regione, anche prima che vi giungesse il Buddhismo: antiche pitture rupestri, tombe dal pavimento piastrellato risalenti al VI secolo a.C., vari siti associati ai Buriati e alle tradizioni sciamaniche, due stupa buddhisti (uno dei quali indicante il punto di atterraggio dell'elicottero del Dalai Lama durante una visita al parco nel 1991) e il sentiero di pellegrinaggio «verso la cima del monte Alchanaj».

## Turismo
Si può raggiungere il parco da Čita, seguendo l'autostrada A167 per 250 km fino alla città di Duldirga. Čita si trova sul percorso della ferrovia transiberiana, 6199 km ad est di Mosca e 3900 km ad ovest di Vladivostok.
Come la maggior parte dei parchi nazionali della Russia, Alchanaj è diviso in zone distinte, con zone per la protezione della natura, aree di gestione limitata delle risorse e aree ricreative per i turisti. Tra le zone di ricreazione vi sono sentieri ben sviluppati per tutte le età e capacità. Il pernottamento è disponibile in due diversi alberghi (gestiti dal parco e dal governo locale) e all'esterno si trovano cabine da prendere in affitto e campeggi.